# 堀内嗣郎
堀内 嗣郎（ほりうち しろう、1940年 - ）は、熊本県出身のアマチュア野球選手（外野手、一塁手）。

## 経歴
済々黌高等学校ではエース城戸博（早大）を擁し、左翼手として1958年春の選抜に出場。準々決勝では早稲田実のエース王貞治に本塁打を喫するが7-5で勝利。準決勝では城戸が熊本工の成田秀秋（中日）に投げ勝つ。決勝に進み、中京商の伊藤竜彦、早瀬方禧らを打ち崩し7-1で初優勝を飾った。同年夏の選手権にも出場。2回戦（初戦）で中京商を完封で再び降すが、3回戦で作新学院に惜敗。
卒業後は法政大学へ進学。東京六大学野球リーグでは在学中3回の優勝を経験。1年上の新山彰忠、1年下の山崎武昭、龍隆行の好投もあり、1961年秋季リーグからの2季連続優勝に貢献。1962年には全日本大学野球選手権でも優勝。大学同期に一塁手の高木喬がいた。
大学卒業後は河合楽器に入社、1968年には一塁手に転向、同年の都市対抗では上垣内誠、佐藤正治、西村俊二とともに中心打者として活躍。松井副武らが好投し準決勝に進み日本石油と対戦。この試合では先制適時打、本塁打を放つ。8回裏に日本石油の秋元国武が同点本塁打、しかし二塁を踏まなかったと判定され、放棄試合寸前となる「幻の本塁打」事件が起きる。この試合に3-2で辛勝、決勝に進むが富士鐵広畑の神部年男、岡田光雄の継投の前に0-1で完封負けを喫する。同大会の久慈賞を獲得、8月にはアラスカ・ゴールドパナーズとの日米親善野球試合に出場。同年の社会人ベストナイン（一塁手）に選出される。翌1969年の都市対抗でも準決勝に進むが電電関東に惜敗、同年限りで現役引退。